# Народно позориште у Битољу
Народно позориште у Битољу (мкд. Народен театар Битола) је македонско позориште са седиштем у Битољу. Прва зграда позоришта у Битољу подигнута је по налогу битољског валије Абдул Керим-паше. Градила се дуго, почев од 1897. године када су постављени темељи, па све до 1906. године, тачније 1908/1909. године, када је коначно завршена.

## Историја
Први професионални позоришни ансамбл радио је од 1910. до 1912. године, када је зграда потпуно уништена у пожару. Након тога, представе су извођене на различитим локацијама у граду, најчешће у хотелу Гранд. Од 1913. до 1915. године постојало је Градско позориште, професионални ансамбл који су чинили некадашњи путујући играчи који глумили на српском језику.
Делатност овог ансамбла је прекинут ратом на Солунском фронту (током 1915. године група се преселила у Солун, затим у Едесу). Срећом, у том периоду је била присутна најпознатија звезда Сара Бернхарт, обилазећи и забављајући француске војнике стациониране у Битољу и на молбу самог турског паше, наводно је извела представу за грађане Битоља. Ова легенда до сада није доказана.
Друга фаза институционалног и професионалног развоја позоришне делатности у Битољу датира од 1918. до 1926/1929. године, када је Српско градско позориште поново функционисало са континуираним успехом. На месту разрушеног и спаљеног турског позоришта 1926. године подигнута је нова зграда. У периоду од 1926. до 1929. године, позориште, недовољно редовно субвенционисано од стране државе, функционисало је као организациони део скопског позоришта до његовог доласка. до краја.
Народно позориште у Битољу је основано 14. новембра 1944. године извођењем представе „Ђоре Магарески“. Први чланови и оснивачи позоришта били су: Јорго Цаца, Вера Вучкова, Димче Стефановски, Ацо Стефановски, Мери Бошкова, Симо Георгиевски, Славче Матевски, Георги Карев и Јован Бејко. Од 1980. године позориште ради у новој згради.

## Награде
- НАГРАДА ЗА ЖЕНСКУ ЕПИЗОДНУ УЛОГУ Викторији Степановској за улогу Кети у представи „Далај Лама“, на 43. Македонском позоришном фестивалу „Војдан Чернодрински“ – Прилеп.[2]
- НАГРАДА ЗА КОРЕОГРАФИЈУ И СЦЕНСКИ ПОКРЕТ Ансамбла Народног позоришта – Битољ за кореографију и сценске покрете у представи „Црна куга застала“, на 44. Македонском позоришном фестивалу „Војдан Чернодрински“ – Прилеп[3]
- НАГРАДА ЗА МЛАДОГ ГЛУМЦА „ТРАЈКО ЧОРЕВСКИ“ Филипу Мирчевском у представи „Црна куга застала“, на 44. Македонском позоришном фестивалу „Војдан Чернодрински“ – Прилеп[3]
- НАГРАДА ЗА МУЗИКУ Марјану Нећку у представи „Црна куга застала“, на 44. Македонском позоришном фестивалу „Војдан Чернодрински“ – Прилеп[3]